# Новокаразіріково
Новокаразірі́ково (рос. Новокаразириково, башк. Яңы Ҡарайерек) — присілок у складі Чекмагушівського району Башкортостану, Росія. Входить до складу Тузлукушевської сільської ради.
Населення — 1 особа (2010; 5 у 2002).
Національний склад:
- башкири — 100 %